# Scambus nigricans
Scambus nigricans là một loài tò vò trong họ Ichneumonidae.